# Problema sinòptic

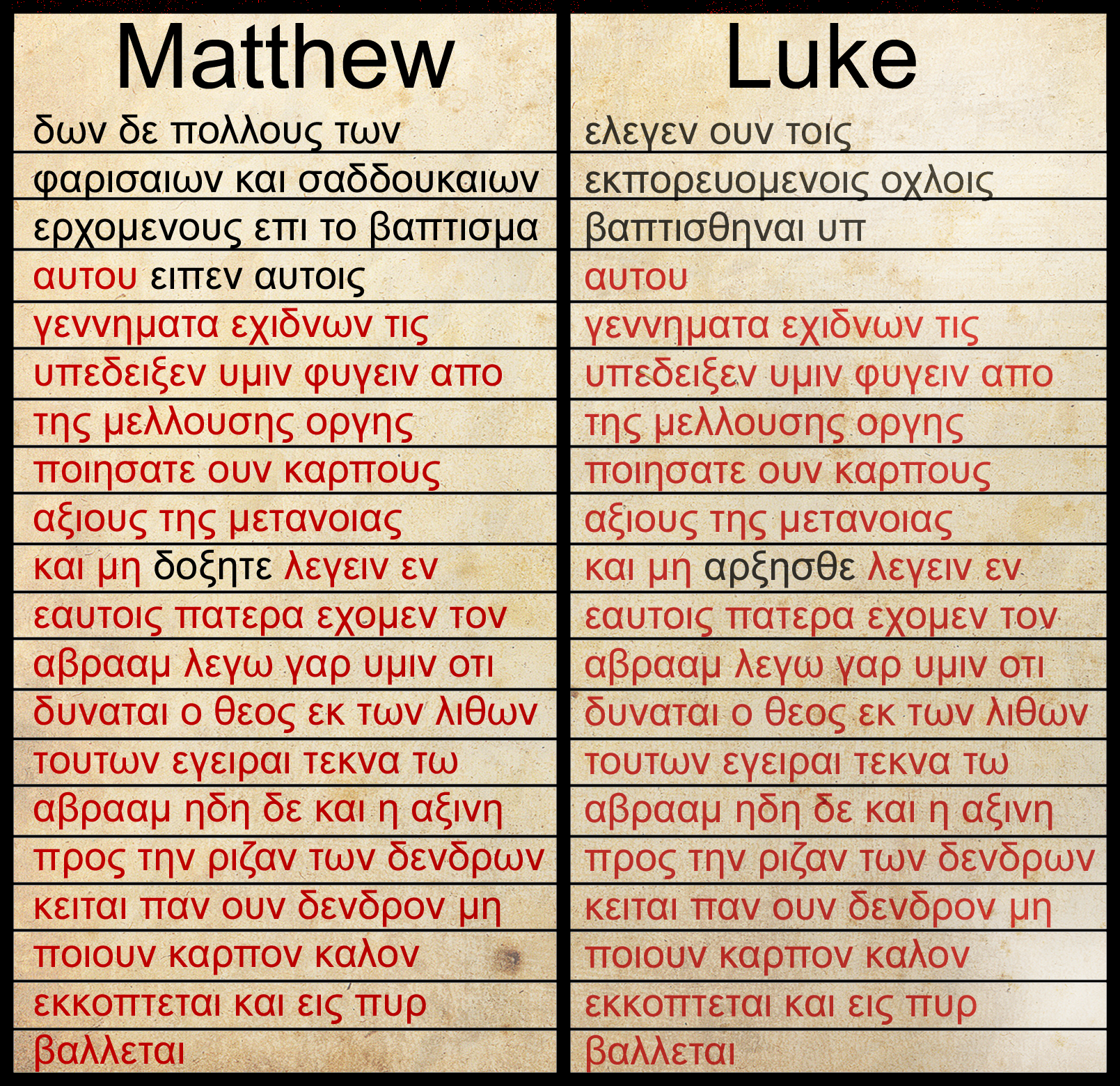
Dos passatges paral·lels de Mateu i Lluc. La redacció idèntica es representa en vermell.

La gran similitud literària entre els evangelis sinòptics (Lluc, Marc i Mateu) porta a la necessitat d'una investigació profunda de la seva interrelació redaccional, paraules comunes i fonts literàries o orals en una recerca per determinar la dependència o independència dels textos entre si.

## Hipòtesi més importants
Diverses són les solucions proposades al problema sinòptic, i tot estudi crític sobre els evangelis, el cristianisme primitiu o el Jesús històric ha de fundar-se en alguna de les solucions proposades. El grau de veracitat històrica d'aquestes hipòtesis inicials afectarà en forma significativa a la validesa de les conclusions dels estudis realitzats.

### Hipòtesi de les dues fonts

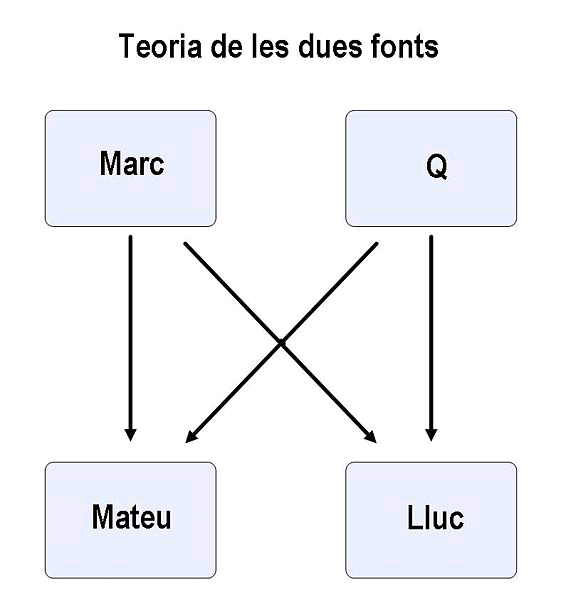
Teoria de les dues fonts

Utilitza la hipòtesi d'originalitat de Marc per a resoldre la triple tradició, on Lluc i Mateu utilitzen Marc com a font literària. També Lluc i Mateu utilitzen la hipotètica Font Q per a resoldre la doble tradició (Material trobat en Lluc i Mateu que no es troba en Marc).

### Hipòtesi de Griesbach (els 2 evangelis)
Defineix la triple tradició en què Marc utilitza com a font literària les parts en què acorden Lluc i Mateu i la doble tradició postula que Lluc utilitza com a font literària a Mateu.

### Hipòtesi de Farrer
Postula l'originalitat de Marc per a la triple tradició ja Mateu com a font de Lluc per a la doble tradició.

### Hipòtesi Agustiniana
Aquesta hipòtesi és la solució més propera al pensament dels Pares de l'Església i sosté l'originalitat de Mateu per la triple tradició, ja Mateu com a font de Lluc per a la doble tradició.

### Hipòtesi de Marció

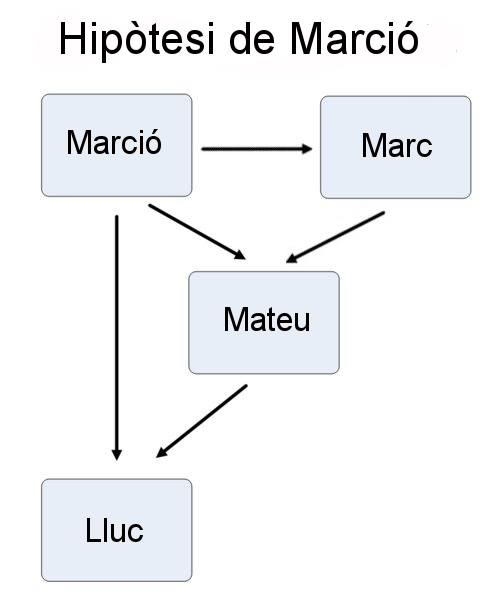
Hipòtesi de Marció

La hipòtesi de Marció defensada pel mateix Marció i alguns erudits moderns, proposa que el primer Evangeli va ser el de Marció. Que l'Evangeli segons Mateu va ser escrit després com una resposta a la teologia de Marció. Que l'Evangeli de Lluc fou escrit com una versió ampliada de l'Evangeli de Marció, i que l'Evangeli segons Marc va ser el text compartit entre Lluc i Mateu.
El mateix Marció va afirmar que el seu Evangeli va ser el veritable original i que els altres evangelis havien plagiat el seu text.